# Provincia de La Coruña
La Coruña (oficialmente en gallego: A Coruña) es una provincia española situada en el extremo noroeste de la península ibérica, que forma parte de la comunidad autónoma de Galicia. Su capital es la ciudad de La Coruña. Es la provincia más poblada de la comunidad.

## Denominación
- La Coruña es la denominación histórica en castellano y la única aceptada como correcta por la Real Academia Española, que advierte no obstante que en los textos oficiales en castellano por ley se debe usar la forma gallega.[3]
- A Coruña es la denominación histórica en gallego además de ser la forma oficial aprobada por las Cortes Generales en España, de acuerdo con la Ley 2/1998.[4]

## Geografía
La provincia está situada al noroeste de la comunidad autónoma de Galicia. Limita con las provincias de Pontevedra y Lugo. También limita con el océano Atlántico y con el mar Cantábrico.
| Noroeste: Océano Atlántico | Norte: Mar Cantábrico | Nordeste: Mar Cantábrico |
| Oeste: Océano Atlántico    |                       | Este: Lugo               |
| Suroeste: Océano Atlántico | Sur: Pontevedra       | Sureste: Lugo            |

### Clima
El clima en la provincia es de tipo atlántico europeo, caracterizado por tener temperaturas suaves y con poca oscilación térmica. Si bien antaño las lluvias eran abundantes casi todo el año, actualmente el número de días lluviosos se ha reducido habiendo sufrido alguna sequía esporádica en los últimos años.[cita requerida]

## Comunicaciones
Las principales vías de acceso a la provincia, por carretera, son: 
- La autovía A-6, procedente de Madrid.
- La autopista AP-9, que une la ciudad de La Coruña por el sur con Santiago de Compostela, Pontevedra, Vigo y desde la frontera portuguesa con Oporto y Lisboa, y por el norte con Ferrol.
- La N-550 parte de La Coruña hacia Tuy, frontera con Portugal, donde enlaza con las diferentes vías de aquel país
- La autovía autonómica AG-64, que une Ferrol con Puentes de García Rodríguez y Villalba.
- La autovía del Cantábrico (A-8), que desde La provincia coruñesa comunica con las diferentes Comunidades del Cantábrico, desde los enlaces de la autovía del Noroeste y de la autovía Ferrol-Villalba.
- La autopista AP-53, que une Santiago de Compostela con Orense.

Por medio del tren, son cuatro las líneas de Adif que discurren por la provincia:
- La primera, con origen en León, entra en Galicia por Monforte de Lemos, y pasando por Lugo finaliza en La Coruña. De esta vía parte un ramal en Betanzos Infesta que conduce a Ferrol.
- Otra vía de acceso es la que, con origen en Zamora, entra a Galicia por Orense, continuando por Santiago y terminando en La Coruña.
- Entre Orense y Santiago de Compostela discurre la Línea de alta velocidad Olmedo-Zamora-Galicia, que enlaza con el Eje Atlántico de Alta Velocidad.
- Por otro lado, una línea de ancho métrico parte de Ferrol y conectando con Ortigueira, Vivero y Ribadeo termina en Gijón.

Existen dos aeropuertos internacionales en la provincia de La Coruña son el de La Coruña y el de Santiago de Compostela.
Y finalmente, por mar los puertos principales son el de La Coruña y el de Ferrol.

## Población
| Posición | Municipio              | Población |
| -------- | ---------------------- | --------- |
| 1.ª      | La Coruña              | 244 850   |
| 2.ª      | Santiago de Compostela | 96 405    |
| 3.ª      | Ferrol                 | 66 799    |
| 4.ª      | Narón                  | 39 115    |
| 5.ª      | Oleiros                | 35 559    |
| 6.ª      | Arteijo                | 31 917    |
| 7.ª      | Ames                   | 31 278    |
| 8.ª      | Carballo               | 31 261    |
| 9.ª      | Culleredo              | 30 221    |
| 10.ª     | Ribeira                | 27 067    |
| 11.ª     | Cambre                 | 24 603    |

La provincia de La Coruña cuenta con 1 128 449 habitantes (INE 1 de enero de 2024), siendo la más poblada de Galicia.
En 2018, un 36,5 % de los habitantes vivían en alguno de los tres mayores municipios de la provincia: La Coruña, Santiago de Compostela y Ferrol. Asimismo, Narón y Oleiros se encuentran también entre los diez municipios más poblados de Galicia. La ciudad de La Coruña es la segunda en población de Galicia por detrás de Vigo, pero es el núcleo urbano más densamente poblado de la comunidad con 6472 hab./km² (INE 2018).
La provincia de La Coruña es la 41.ª de España en que existe un mayor porcentaje de habitantes concentrados en su capital (21,87 %, frente a 31,96 % del conjunto de España).

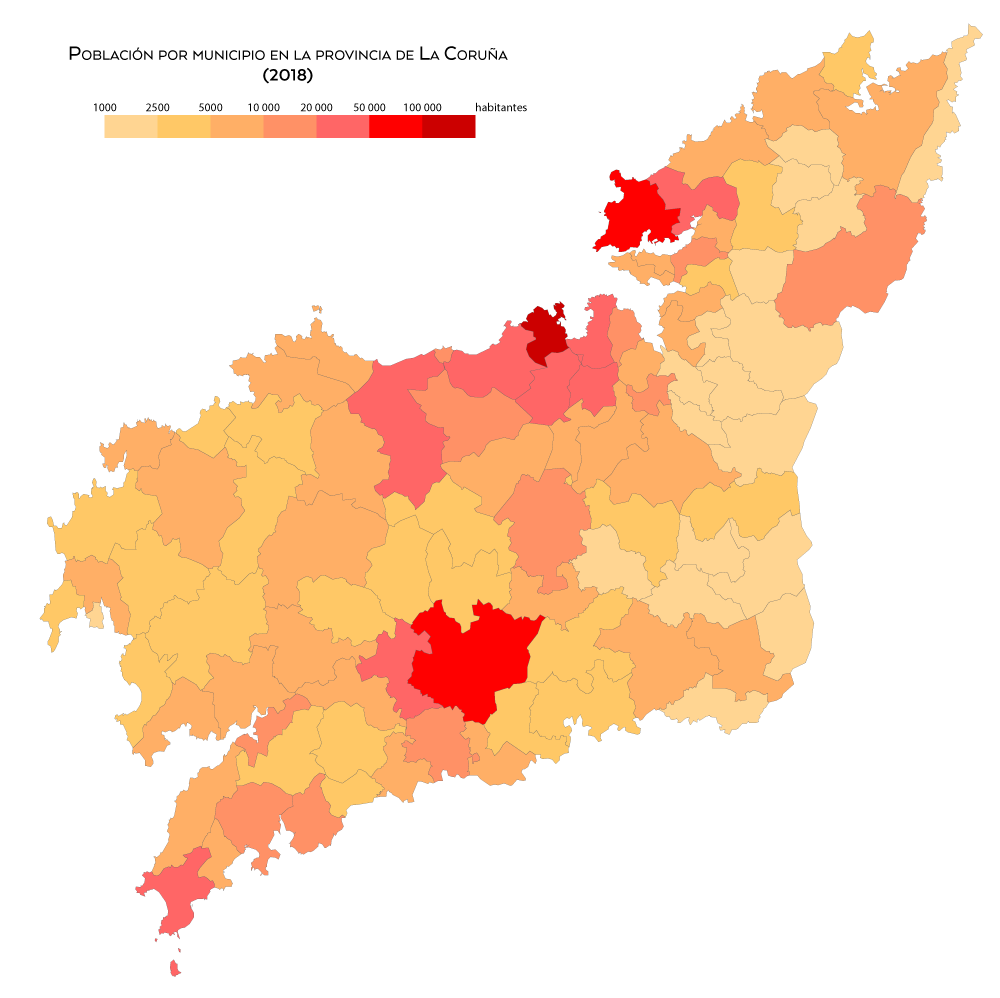
Población por municipio (2018)
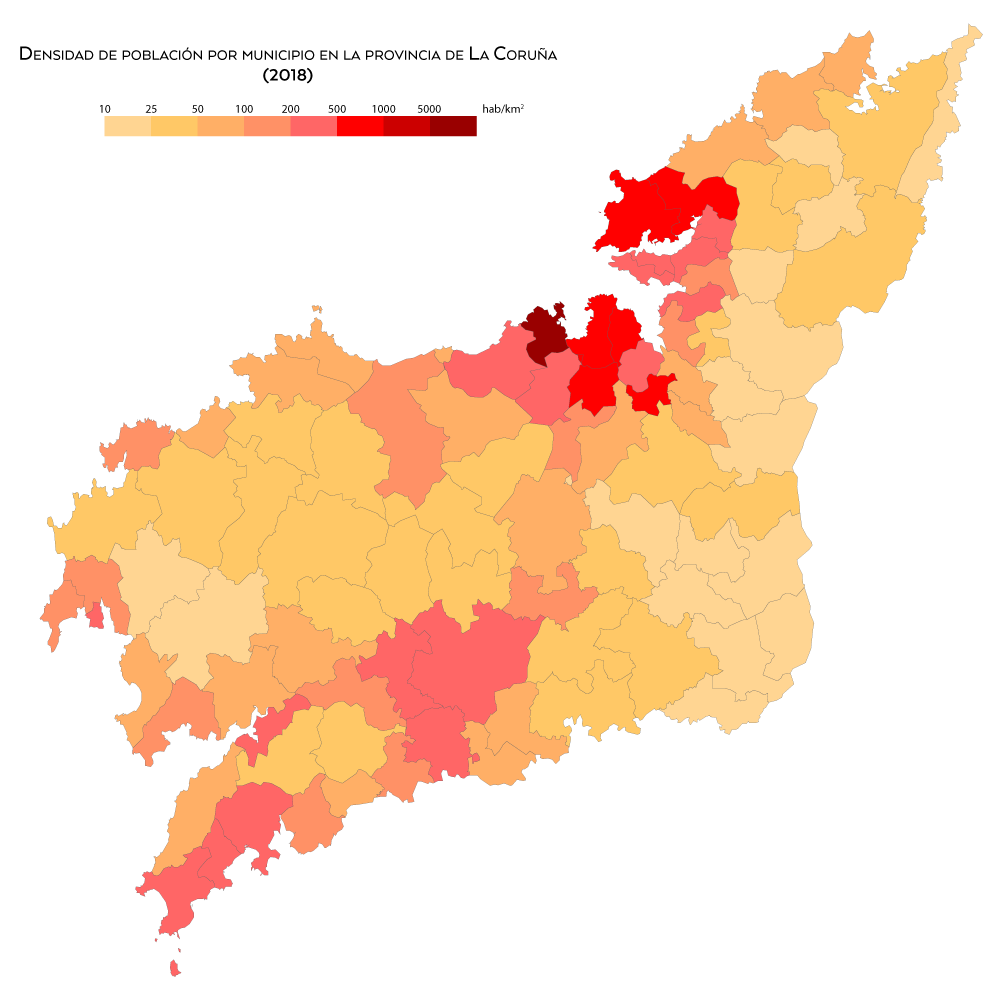
Densidad de población por municipio (2018)
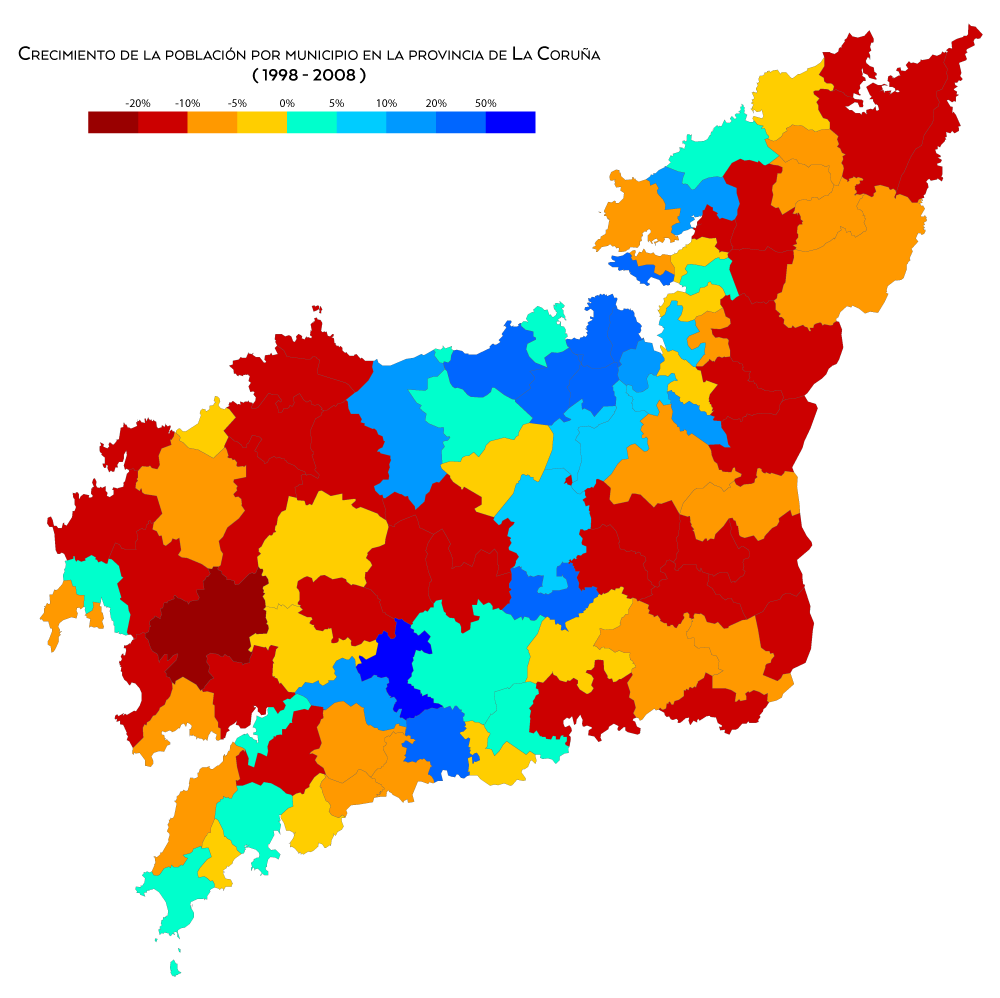
Crecimiento de población por municipio entre 1998 y 2008.
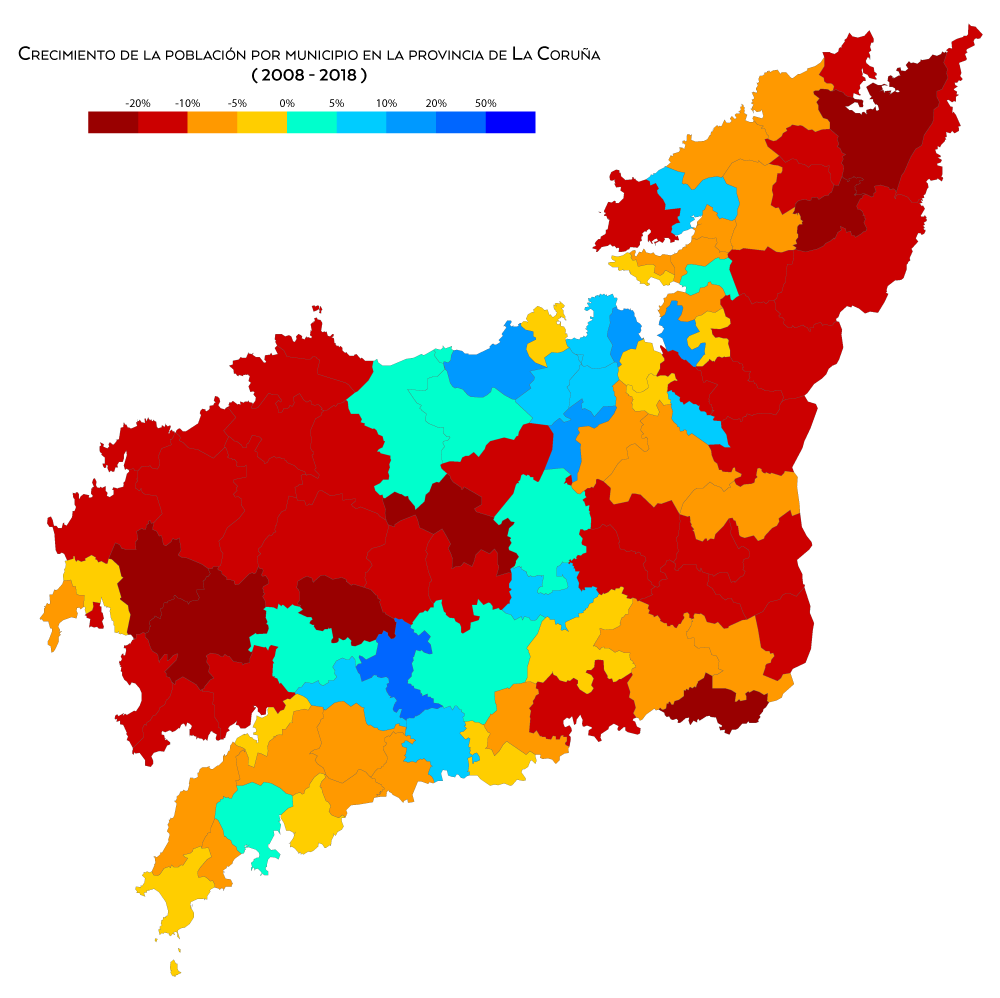
Crecimiento de población por municipio entre 2008 y 2018.

## Véase también

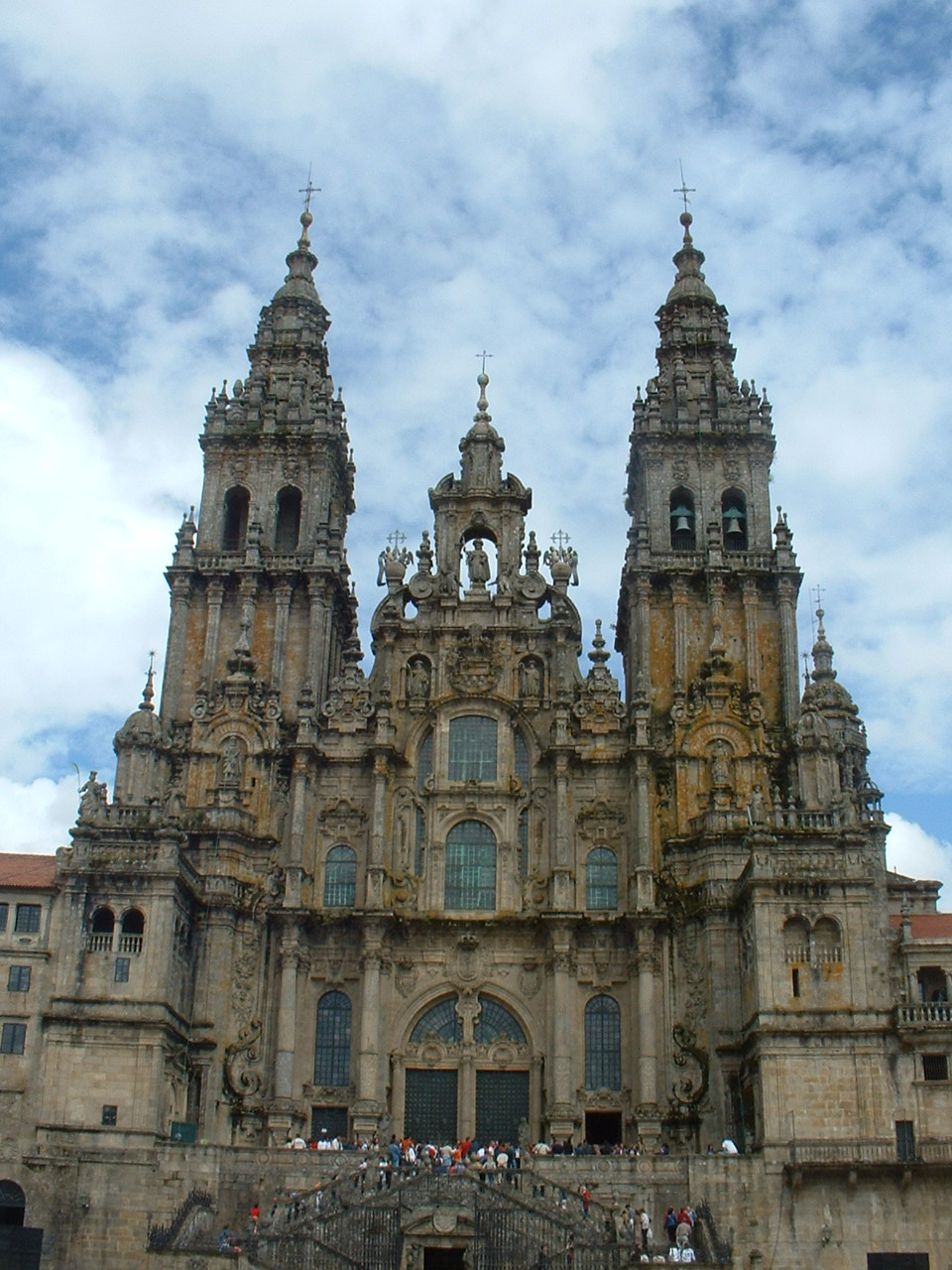
Catedral de Santiago de Compostela